# 10002 Bagdasarian
10002 Bagdasarian (Provisorisk beteckning: 1969 TQ1) är en asteroid i asteroidbältet, upptäckt 8 oktober 1969 av den ryska astronomen Ljudmila Tjernych vid Krims astrofysiska observatorium på Krim. Asteroiden har fått sitt namn efter Aleksandr Bagdasarjan, en direktör för ett utvecklings- och forskningsbolag i Moskva.
Den tillhör asteroidgruppen Themis.